# ایمی استیونز
ایمی استیونز (انگلیسی: Aimee Stephens؛ ۷ دسامبر ۱۹۶۰ – ۱۲ مهٔ ۲۰۲۰) فعال حقوق تراجنسیتی اهل ایالات متحده آمریکا بود. وی به عنوان مسئول یک مرکز کفن و دفن در دیترویت کار می‌کرد و پس از اینکه مسئول فهمید وی ترنس است، وی را اخراج کرد. وی به خاطر تبعیض شکایت کرد و در یک نتیجه تاریخی دادگاه عالی آمریکا رای داد که اخراج وی لایحه حقوق مدنی ۱۹۶۴ را نقض می‌کند و بدین وسیله تبعیض بر اساس تراجنسیتی بودن را در آمریکا ممنوع کرد.